# معرض قطر للسيارات
معرض قطر للسيارات هو معرض دولي سنوي للسيارات في الدوحة، قطر. يعقد كل شهر يناير في مركز الدوحة للمعارض. أقيم معرض السيارات لأول مرة في عام 2011 الذي حضره 90,000 شخص. ازداد عدد الحاضرين في عام 2012 إلى 120,000 زائر من جميع أنحاء منطقة الخليج العربي. يتميز بالطرازات الجديدة وكذلك السيارات الخارقة والسيارات المبتكرة والسيارات المخصصة من مراكز نمط ومصممي السيارات. يتميز المعرض بسباق الدراجات النارية في الهواء الطلق والتفحيط وكذلك اختبار القيادة.

## 2013
التواريخ: 29 يناير - 2 فبراير. ست علامات تجارية جديدة تنضم إلى المعرض في عام 2013. بيرتون تحتفل بالذكرى السنوية المائة في المعرض. دابليو موتورز تكشف النقاب عن أول سيارة عربية التصميم:
- آودي آر8 ف10 بلس
- برابوس ويدستار 800
- دابليو موتورز لايكن هايبرسبورت

## 2012
- بوجاتي فايرون جراند سبورت رودستر «نسخة الشرق الأوسط»[3]
- فورد فوكوس (مجملة)
- فوتورا
- أوب تصميم فيتوريا[4]

## 2011
- أوتوستدي سي-سبورت ابتكار قطر
- لامبورغيني غالاردو ل. ب. 560-4 ذو لونين
- لكزس إل إكس 570 الغازي إل 60
- بورش باناميرا خاص لنسخة الشرق الأوسط[5]
- فولكس فاغن اكس ال 1[5]
- فولكس فاغن طوارق 3 تصميم قطر
- فولكس واجن طوارق في 8 تي دي آي النسخة الذهبية